# Бейсбол на Панамериканских играх
Бейсбольные турниры Панамериканских игр — соревнования национальных сборных команд стран Америки, проводимые в рамках Панамериканских игр под эгидой Панамериканской конфедерации бейсбола (COPABE) и Панамериканской спортивной организации (PASO).
Панамериканские игры проводятся с 1951 года раз в 4 года в предолимпийский сезон. Мужской бейсбол включён в программу уже первых игр, женский — в 2015. Участвуют сборные команды американского континента.
Наибольшее количество раз в мужских бейсбольных турнирах Панамериканских игр побеждала сборная Кубы — 12. Два титула на счету Канады и по одному — у Доминиканской Республики, Венесуэлы, США, Пуэрто-Рико и Колумбии.

## Призёры

### Мужчины
| Год  | Место проведения                         | 1-е место                | 2-е место                | 3-е место          |
| ---- | ---------------------------------------- | ------------------------ | ------------------------ | ------------------ |
| 1951 | Буэнос-Айрес (Аргентина)                 | Куба                     | США                      | Мексика            |
| 1955 | Мехико (Мексика)                         | Доминиканская Республика | США                      | Венесуэла          |
| 1959 | Чикаго (США)                             | Венесуэла                | Пуэрто-Рико              | США                |
| 1963 | Сан-Паулу (Бразилия)                     | Куба                     | США                      | Мексика            |
| 1967 | Виннипег (Канада)                        | США                      | Куба                     | Пуэрто-Рико        |
| 1971 | Кали (Колумбия)                          | Куба                     | США                      | Колумбия           |
| 1975 | Мехико (Мексика)                         | Куба                     | США                      | Венесуэла          |
| 1979 | Кагуас (Пуэрто-Рико)                     | Куба                     | Доминиканская Республика | Пуэрто-Рико        |
| 1983 | Каракас (Венесуэла)                      | Куба                     | Никарагуа                | США                |
| 1987 | Индианаполис (США)                       | Куба                     | США                      | Пуэрто-Рико        |
| 1991 | Гавана (Куба)                            | Куба                     | Пуэрто-Рико              | США                |
| 1995 | Мар-дель-Плата (Аргентина)               | Куба                     | Никарагуа                | Пуэрто-Рико        |
| 1999 | Виннипег (Канада)                        | Куба                     | США                      | Канада             |
| 2003 | Санто-Доминго (Доминиканская Республика) | Куба                     | США                      | Мексика            |
| 2007 | Рио-де-Жанейро (Бразилия)                | Куба                     | США                      | Мексика, Никарагуа |
| 2011 | Гвадалахара (Мексика)                    | Канада                   | США                      | Куба               |
| 2015 | Торонто (Канада)                         | Канада                   | США                      | Куба               |
| 2019 | Лима (Перу)                              | Пуэрто-Рико              | Канада                   | Никарагуа          |
| 2023 | Сантьяго (Чили)                          | Колумбия                 | Бразилия                 | Мексика            |

### Женщины
| Год  | Место проведения | 1-е место | 2-е место | 3-е место |
| ---- | ---------------- | --------- | --------- | --------- |
| 2015 | Торонто (Канада) | США       | Канада    | Венесуэла |